# The British Blues All Stars
The British Blues All Stars sind eine britische Blues-Allstar-Band. Eingeladen werden Musiker, die einen wichtigen Beitrag zum britischen Blues geleistet haben. Die Mitglieder der Band spielten z. B. bei Fleetwood Mac, Manfred Mann, John Mayall’s Bluesbreakers, Savoy Brown, Alexis Korner’s Blues Incorporated und anderen. Die Zusammensetzung der Band ändert sich hin und wieder, da manche Musiker eigene Projekte verfolgen. Aufgetreten ist die Band auf Bluesfestivals auf der ganzen Welt (z. B. San Francisco Blues Festival, Notodden Festival, Asia Music Festival). Die Band wurde erstmals 2004 vom Pianisten Bob Hall auf Ersuchen des Notodden Blues Festivals zusammengestellt, die auf ihrem Festival dem britischen Blues der 1960er-Jahre Tribut zollen wollten.

## Mitglieder
- Colin Allen (Schlagzeug)
- Long John Baldry (Gesang) †
- Steve Beighton (Saxophon)
- Marcus Cliffe (Bass)
- Gary Fletcher (Bass)
- Dana Gillespie (Gesang)
- Peter Green (Gitarre) †
- Bob Hall (Klavier)
- Dick Heckstall-Smith (Saxophon) †
- Dave Kelly (Gitarre)
- Bernie Marsden (Gitarre)[3] †
- Jim McCarty (Schlagzeug)
- Tom McGuinness (Gitarre)
- Tony McPhee (Gitarre) †
- Zoot Money (Orgel) †
- Kim Simmonds (Gitarre) †
- Snowy White (Gitarre)
- Pick Withers (Schlagzeug)

## Diskographische Hinweise
At Notodden Blues Festival (Blue Label SPV 49692  2007)